# Allomyrina
Allomyrina é um gênero de besouros-rinocerontes conhecidos pelo seu grande tamanho e pela robustez de suas formas. Habitam regiões do continente asiático, tais como Japão, China, Coreia e Taiwan. Nestes países, os besouros desse gênero são bem populares e costumam ser vendidos como animais de estimação, embora também possam ser encontrados como brinquedos de controle remoto. Os machos destes besouros destacam-se pelo longo chifre bifurcado em forma de "Y" que possuem na cabeça.

## Lista de espécies
- Allomyrina davidis (Deyrolle & Fairmaire, 1878)
- Allomyrina dichotoma (Linnaeus, 1771)
- Allomyrina kanamorii (Nagai, 2006)
- Allomyrina pfeifferi (Redtenbacher, 1867)